# Правила секса 2: Хэппиэнд
«Правила секса 2: Хэппиэнд» (англ. Happy Endings, рус. Счастливые финалы, также идиома, означающая оргазм) — фильм режиссёра Дона Руса. Фильм вышел на экраны в США 20 января 2005 года, в российский прокат — 6 октября 2005 года. 

## Сюжет
В центре сюжета — три истории, переплетающиеся к концу фильма.
Мэми со своим другом Хавьером помогает снять документальный фильм начинающему режиссёру Никки в обмен на информацию о ребёнке, от которого она отказалась 20 лет назад.
Чарли, сводный брат Мэми, подозревает, что его партнёр Гил — биологический отец мальчика, которого воспитывают их подруги Пэм и Диана.
Юный музыкант Отис пытается скрыть свою гомосексуальность и проводит ночь с Джуд, временной солисткой своей группы, которая после этого соблазняет его отца.

## В ролях
| Актёр            | Роль                       |
| ---------------- | -------------------------- |
| Лиза Кудроу      | Мэми, сводная сестра Чарли |
| Бобби Каннавале  | Хавьер                     |
| Джесси Брэдфорд  | Никки                      |
| Стив Куган       | Чарли, сводный брат Мэми   |
| Дэвид Сатклифф   | Гил, бойфренд Чарли        |
| Лора Дерн        | Пэм                        |
| Сара Кларк       | Диана                      |
| Джейсон Риттер   | Отис                       |
| Том Арнольд      | Фрэнк, отец Отиса          |
| Мэгги Джилленхол | Джуд                       |